# كالاريا
كالاريا (بالإنجليزية: Kalaria) هي مدينة تعداد سكاني تقع ضمن اختصاص مركز شرطة كانينج في منطقة جنوب بارجانس 24 التابعةلولاية البنغال الغربية الهندية. تشكل كالاريا وغور داها وبنشرا مجموعة من مدن التعداد ضمن منطقة كاننينج.

## التركيبة السكانية
وفقًا لتعداد الهند الصادر عام 2011، بلغ عدد سكان كالاريا 10,075 نسمة، حيث بلغ عدد الذكور 5,079 (50%) نسمة بينما بلغ عدد الإناث 4,996 (50%) نسمة. يقع 1,188 شخصًا ضمن الفئة العمرية من 0 إلى 6 سنوات. بلغ العدد الإجمالي للأشخاص الذين يعرفون القراءة والكتابة في كالاريا 7091 (79.79%) من السكان فوق 6 سنوات).

## وسائل النقل والمواصلات
تقع كالاريا على طريق بيالي-غوتياري شريف. تقع محطة سكة حديد بيالي بالجوار.